# Миодраг Радуловић
Миодраг Радуловић (23. октобар 1967) је црногорски професионални фудбалски менаџер и бивши играч који је селектор Фудбалске репрезентације Либана.

## Клубска каријера
Рођен у Титограду, Црна Гора, своју фудбалску каријеру започео је 1980. у Будућност Титоград. Наставио је да игра за Сутјеску Никшић у Другој савезној лиги Југославије у првој половини сезоне 1988/89, а затим је током зимске паузе прешао у Будућност Титоград и са њима играо у Првој лиги Југославије до 1991. Потом је играо за Хајдук Кула, Земун, Пиерикос и Дегерфорс ИФ.

## Менаџерска каријера

### Рана каријера
Менаџерску каријеру започео је као помоћник Николи Ракојевићу у Зети и бањалучком Борцу а био је помоћник Жељку Петровићу у португалском Боависти 2006.
Такође је асистирао Владимиру Петровићу Пижону у селекцији Србије и Црне Горе до 21 године која се пласирала на Олимпијске игре у Атини 2004. Потом је водио репрезентацију Србије и Црне Горе до 19 године од 2005. до 2006. године. Био је и тренер и скаут фудбалске репрезентације Црне Горе.
Управљао је тимом узбекистанске лиге ФК Пахтакор Ташкент од јануара до априла 2010. године, завршио је на другом месту у лиги и квалификовао се за осмину финала АФК Лиге шампиона 2010. године. 3. маја, скоро недељу дана пре Пахтакоровог окршаја осмине финала са Ал-Гарафом, поднео је оставку, наводећи породичне разлоге и то што га је близак пријатељ позвао да ради у „европском клубу са богатом историјом и великим амбицијама“. Испоставило се да је тај клуб ФК Динамо Москва. Био је асистент у Динаму Москви од априла 2010. до априла 2011. године.
Радуловић је 2011. године потписао за црногорског прволигаша ФК Будућност Подгорица. Лигу је освојио у сезони 2011–2012 са највише победа и рекордним бројем бодова и голова у лиги.
У јуну 2012, Радуловић је потписао за кувајтским прволигашем ФК Казма.

### Либан
Постављен је за новог селектора Либана 2015. године, након одласка италијанског менаџера Ђузепеа Ђанинија. Иако није успео да се квалификује Либан на Светско првенство у фудбалу 2018, он их је успешно одвео до њиховог првог АФК купа Азије кроз квалификације 2019. Тако се пријавио као први Црногорац који је помогао тиму да се пласира на велики турнир.
Радуловић је 9. јануара 2019. тренирао прву утакмицу Либана у групној фази на АФЦ купу Азије 2019. против Катара, изгубивши резултатом 2–0. Радуловић се после меча посвађао са Баселом Јрадијем и потом га искључио из репрезентације до краја турнира. У другом мечу је још једном изгубио од Саудијске Арабије истим резултатом; кажњен је од 5.000 до 7.000 долара од стране АФК због протеста током утакмице. У последњој утакмици групне фазе Радуловић је предводио Либан до победе од 4:1 против Северне Кореје, прве у историји такмичења. Међутим, три бода нису била довољна јер је Либан испао из такмичења, изгубивши од Вијетнама на трећем месту по правилу ферплеја.
Радуловић је био и супервизор репрезентације Либана до 23 године током квалификација за АФК првенство 2020 до 23 године. Дана 26. марта 2019, Фудбалски савез Либана је саопштила да неће обновити његов уговор који је раскинут 1. маја 2019. и да ће тражити да га замене другим страним менаџером.

### Мјанмар
Радуловић је 20. априла 2019. године именован од стране Фудбалског савеза Мјанмара за новог селектора репрезентације Мјанмара. Како се наводи у званичном саопштењу, ФСМ је Радуловићу и његовом помоћном тренеру дао уговор са роком важења до децембра 2020. године. Место главног тренера Мјанмара било је упражњено четири месеца, након што се ФСМ разишао са својим бившим главним тренером Антоаном Хејом.
Међутим, он је смењен у октобру 2019, само шест месеци након што је именован. Радуловићев деби против Сингапура био је успешан резултатом 1–2. Под Радуловићем, Мјанмаров учинак у квалификацијама за Светско првенство 2022. није био тако добар као што је очекивао од дебија, са поразима у гостима од Монголије и Киргистана.

### Зоб Ахан
Радуловић је 14. јануара 2020. именован за тренера иранског клуба Зоб Ахан, потписавши уговор на годину и по. Поново би се окупио са голманом Мехдијем Халилом, којег је тренирао као тренер репрезентације Либана. Радуловић је напустио Исфахан након пандемије ковида 19 и није се вратио у Иран; заменио га је хрватски тренер Лука Боначић.

### Црна Гора
Радуловић је 28. децембра 2020. именован за селектора репрезентације Црне Горе уочи квалификација за Светско првенство 2022. Његов мандат у репрезентацији његове земље окончан је у децембру 2023. године након што се Црна Гора није квалификовала за Европско првенство 2024.

### Повратак у Либан
11. децембра 2023. године, неколико дана након што је поднио оставку на место селектора Црне Горе, поново је именован за селектора Либана како би се припремио за АФК азијски  2023. након одласка Николе Јурчевића.

## Почасти

### Менаџер
Будућност Подгорица
- Црногорска прва лига: 2011–12[29]